# Haus der Kantone

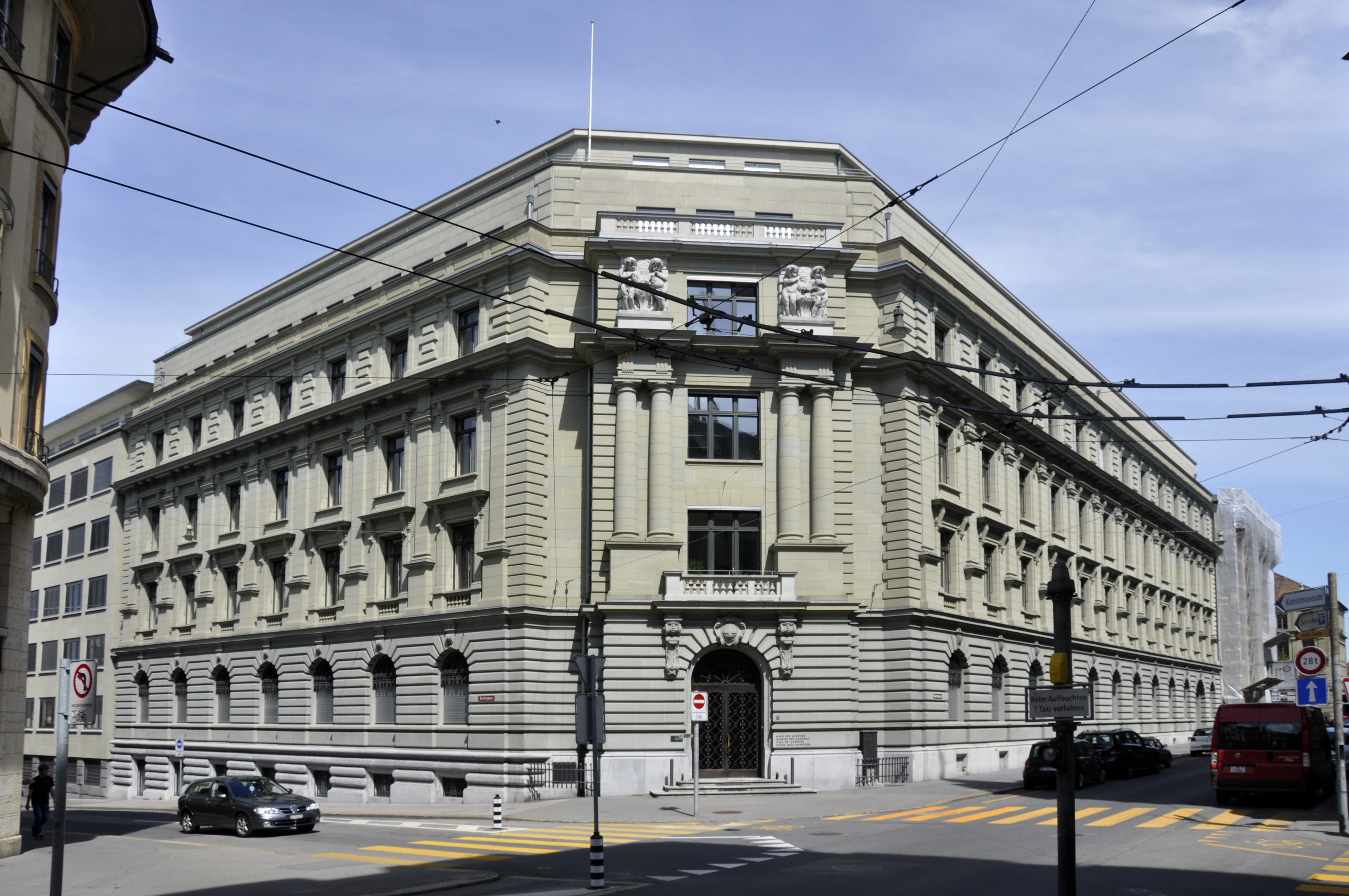
Das Haus der Kantone an der Speichergasse 6 in Bern

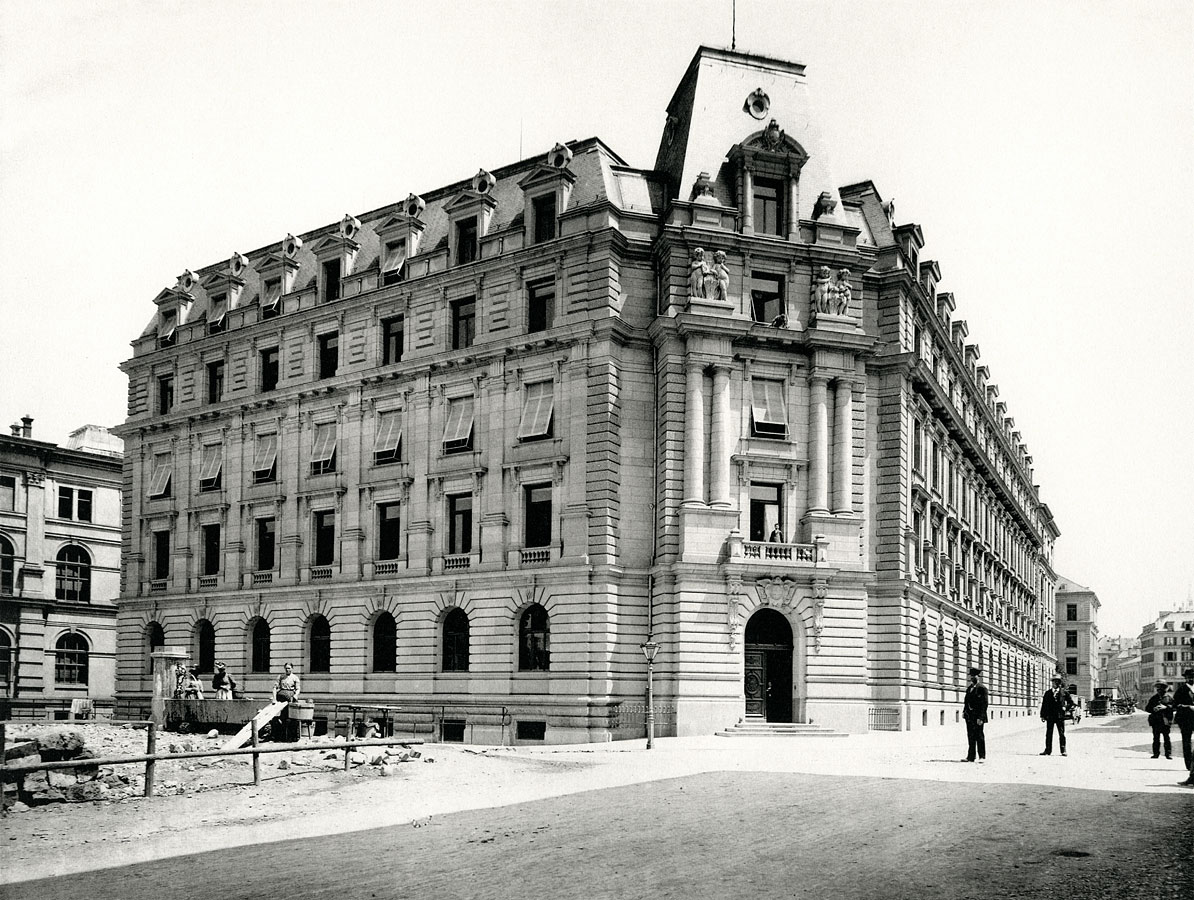
Im gleichen Gebäude befand sich früher das Eidgenössische Telegraphen- und Patentamt, danach die Generaldirektion PTT.

Im Haus der Kantone (französisch Maison des cantons, italienisch Casa dei cantoni, rätoromanisch Chasa dals chantuns) an der Speichergasse 6 in Bern arbeiten die Sekretariate von verschiedenen interkantonalen Schweizer Regierungs- und Direktorenkonferenzen sowie Institutionen aus deren Umfeld.

## Organisationen
Der Zusammenzug dieser bereits bestehenden Einrichtungen soll Synergien schaffen und die interkantonale Zusammenarbeit stärken. Das Einbringen von gemeinsamen Anliegen der Kantone gegenüber dem Bund wird erleichtert. Hier treffen sich Vertreter der Kantone zu Arbeitssitzungen und Konferenzen und pflegen den Kontakt mit dem Bund.
Bisher sind folgende Organisation im Haus der Kantone zu finden:
- Stiftungen
  - ch Stiftung für eidgenössische Zusammenarbeit

- Regierungskonferenz
  - Konferenz der Kantonsregierungen (KdK)

- Direktorenkonferenzen
  - Schweizerische Konferenz der kantonalen Erziehungsdirektoren (EDK)
  - Konferenz der kantonalen Finanzdirektorinnen und Finanzdirektoren (FDK)
  - Schweizerische Konferenz der kantonalen Gesundheitsdirektorinnen und -direktoren (GDK)
  - Konferenz der kantonalen Justiz- und Polizeidirektorinnen und -direktoren (KKJPD)
  - Konferenz der kantonalen Sozialdirektorinnen und Sozialdirektoren (SODK)
  - Konferenz für Wald, Wildtiere und Landschaft (KWL)
  - Schweizerische Bau-, Planungs- und Umweltdirektoren-Konferenz (BPUK)
  - Konferenz der kantonalen Direktoren des öffentlichen Verkehrs (KöV)[1]
  - Konferenz Kantonaler Volkswirtschaftsdirektoren (VDK)
  - Konferenz Kantonaler Energiedirektoren (EnDK)
  - Regierungskonferenz Militär, Zivilschutz und Feuerwehr (RK MZF)
  - Konferenz der kantonalen Landwirtschaftsdirektoren (LDK)

- Institutionen aus dem Umfeld der Konferenzen
  - Konferenz der kantonalen Polizeikommandanten der Schweiz (KKPKS)
  - Digitale Verwaltung Schweiz (DVS)
  - Schweizerische Kriminalprävention (SKP)
  - Schweizerisches Zentrum für Heilpädagogik (SZH)
  - Konferenz der kantonalen Delegierten des öffentlichen Verkehrs (KKDöV)
  - Informations- und Dokumentationszentrum der EDK (IDES)
  - Konferenz der Kantonalen Leitenden Justizvollzug (KKLJV)
  - Schweizerische Staatsanwälte-Konferenz (SSK)
  - Konferenz der Kantonsingenieure (KIK)
  - Konferenz der Vorsteher der Umweltschutzämter der Schweiz (KVU)
  - Schweizerische Kantonsplanerkonferenz (KPK)
  - Fachkonferenz für das öffentliche Beschaffungswesen (FöB)
  - Konferenz der kantonalen Geoinformations- und Katasterstellen (KGK)
  - Verband Schweizerischer Arbeitsmarktbehörden (VSAA)
  - Interkantonale Verband für Arbeitnehmerschutz (IVA)

## Geschichte
Früher befanden sich am Standort das Eidgenössische Patentamt (bis 1907) und die Generaldirektion der PTT. Von 1902 bis 1907 war hier der Arbeitsplatz von Albert Einstein, der im Patentamt eine Anstellung als «Experte 3. Klasse» innehatte. In dieser Zeit erarbeitete der Physiker und spätere Nobelpreisträger seine bahnbrechende Relativitätstheorie, welche er 1905 veröffentlichte.
Das Haus der Kantone besteht seit dem 18. August 2008.

## Fussnoten
1. ↑  KÖV. Abgerufen am 26. Juni 2019.

Koordinaten: 46° 57′ 2,1″ N, 7° 26′ 32,9″ O; CH1903: 600293 / 199943